# Interacció hoste-patogen
La interacció hoste-patogen es defineix com la manera com els microbis o virus es mantenen dins dels organismes hostes a nivell molecular, cel·lular, d'organisme o de població. Aquest terme s'utilitza amb més freqüència per referir-se a microorganismes que causen malalties, tot i que potser no causen malalties a tots els hostes. A causa d'això, la definició s'ha ampliat a com sobreviuen els patògens dins del seu hoste, tant si causen malaltia com si no.
A nivell molecular i cel·lular, els microbis poden infectar l'hoste i dividir-se ràpidament, on pot causar malalties estant allà i pot provocar un desequilibri homeostàtic en el cos, o pot secretar toxines que causen l'aparició de símptomes. Els virus també poden infectar l'hoste amb ADN virulent, que pot afectar processos cel·lulars normals (transcripció, traducció, etc.), plegament de proteïnes o evasió de la resposta immunitària.

## Patogenicitat

### Història del patogen
Un dels primers patògens observats pels científics va ser Vibrio cholerae, descrit en detall per Filippo Pacini el 1854. Els seus primers resultats eren només dibuixos del bacteri, però fins al 1880 va publicar molts altres treballs sobre el bacteri. Va descriure com provoca la diarrea, així com va desenvolupar tractaments efectius contra ella. La majoria d'aquestes troballes van passar desapercebudes fins que Robert Koch va redescobrir l'organisme el 1884 i el va relacionar amb la malaltia. També va ser descobert el protozou Giardia lamblia per Leeuwenhoeck en la dècada de 1600, però no es va descobrir que es tractés d'un patogen fins a la dècada de 1970, durant un simposi patrocinat per l'EPA després d'un gran brot d'aquest bacteri a Oregon. Des de llavors, molts altres organismes han estat identificats com a patògens, com ara Helicobacter pylori i Escherichia coli, que han permès als científics desenvolupar antibiòtics per combatre aquests microorganismes nocius.

### Tipus de patògens
Entre els patògens que s'inclouen són els bacteris, fongs, protozous, helmints i virus. Cadascun d'aquests diferents tipus d'organismes es pot classificar posteriorment com a patogen segons el seu mode de transmissió, que pot ser: transmissió alimentària, per la sang o per vectors. Molts bacteris patògens, com Staphylococcus aureus o Clostridium botulinum, són patògens transmesos pels aliments que segreguen les suficients toxines en l'hoste com per causar-li símptomes. El VIH i el virus de l'hepatitis B causen infeccions transmeses per la sang. L'Aspergillus és un dels fongs patògens més comuns que secreta aflatoxina, que actua com un carcinogen i que contamina molts aliments, especialment els que creixen sota terra (fruits secs, patates, etc.).

### Mètodes de transmissió
Dins de l'hoste, els patògens poden fer diverses accions que provoquen la malaltia i desencadenar la resposta immunitària. Els microbis i els fongs causen símptomes per la seva elevada taxa de reproducció i la seva invasió dels teixits. Això provoca una resposta immunitària, donant lloc a símptomes habituals ja que els fagòcits descomponen els bacteris dins de l'hoste. Alguns bacteris, com ara Helicobacter pylori, poden segregar toxines als teixits circumdants, el que provoca la mort cel·lular o la inhibició de la funció normal dels teixits. Els virus utilitzen un mecanisme completament diferent per provocar la malaltia. Una vegada a l'interior de l'hoste, poden replicar-se mitjançant el cicle lític o el cicle lisogènic. En el cicle lític el virus insereix el seu ADN o ARN a la cèl·lula hoste, es replica, i finalment, provoca la destrucció de la cèl·lula, alliberant més virus a l'entorn. En el cicle lisogènic, en canvi, l'ADN del virus s'incorpora al genoma de l'hoste, cosa que permet que passi desapercebut per al sistema immunitari. Finalment, es reactiva i entra en el cicle lític, donant-li una «vida propia».

## Interaccions amb l'hoste basades en el context

### Tipus d'interaccions
Depenent de com interacciona el patogen amb l'hoste, pot intervenir en una d'aquestes tres interaccions hoste–patogen. S'anomena «comensalisme» quan el patogen es beneficia però l'hoste no obté res de la interacció. Un exemple d'això és Bacteroides thetaiotaomicron, que resideix al tracte intestinal humà però no li proporciona beneficis coneguts. El «mutualisme» es produeix quan tant el patogen com l'hoste es beneficien de la interacció, com es veu a l'estómac humà. Molts dels bacteris ajuden a la descomposició de nutrients per a l'hoste i, a canvi, els cos humà actua com el seu ecosistema. El «parasitisme» es produeix quan el patogen es beneficia de la relació, mentre que l'hoste en surt perjudicat. N'és un exemple el paràsit unicel·lular Plasmodium falciparum que causa la malària en els humans.

### Variabilitat patògena en hostes
Tot i que els patògens tenen la capacitat de causar malalties, no sempre ho fan. Es descriu com una patogenicitat dependent del context. Els científics creuen que aquesta variabilitat prové de factors genètics i ambientals dins de l'hoste. Un exemple d'això en humans és Escherichia coli. Normalment, aquest bacteri viu com una part de la microbiota intestinal normal i saludable. Tanmateix, si es trasllada a una regió diferent del tracte digestiu o del cos, pot provocar diarrea intensa. Així, mentre que  E. coli  es classifica com a patogen, no sempre actua com a tal. Aquest exemple també es pot aplicar a Staphilococcus aureus i a altres bacteris que formen part de la microbiota comuna en humans.

## Mètodes actuals de tractament patogènic
Els agents antimicrobians són el mètode de tractament primari dels patògens.Són medicaments dissenyats específicament per matar es microorganismes o per inhibir-ne el creixement dins de l'entorn de l'hoste. Es poden utilitzar múltiples termes per descriure fàrmacs antimicrobians. Els antibiòtics són productes químics elaborats per microbis que es poden utilitzar contra altres patògens, com la penicil·lina o l'eritromicina. Els antibiòtics semisintètics són agents antimicrobians que deriven de bacteris, però que s'han millorat per tenir un efecte més intens. En contraposició a tots dos, els antibiòtics sintètics estan fets completament al laboratori per combatre els agents patògens. Cadascun d'aquests tres tipus d'agents antimicrobians es poden classificar en dos grups posteriors: els bactericides i els bacteriostàtics. Les substàncies bactericides maten els microorganismes mentre que les substàncies bacteriostàtiques n'inhibeixen el creixement.
El principal problema amb els tractaments farmacològics contra els patògens al món modern, és la resistència als fàrmacs. Molts pacients no prenen el tractament complet dels fàrmacs, el que condueix a la selecció natural de bacteris resistents. Un exemple d'això és Staphylococcus aureus resistent a la meticil·lina (MRSA). A causa de l'ús d'antibiòtics, només poden sobreviure els bacteris que han desenvolupat mutacions genètiques per combatre el fàrmac. Això redueix l'eficàcia del fàrmac i fa inútils molts tractaments.

## Rumb cap al futur
Gràcies a l'anàlisi de la xarxa d'interaccions hoste–patogen i l'anàlisi a gran escala de la seqüenciació de l'ARN de dades de cèl·lules hostes infectades, se sap que les proteïnes patogèniques que causen una extensió de cablejat de l'interactoma hoste tenen un impacte més gran en la forma de patògens durant la infecció. Aquestes observacions suggereixen que s'han d'explorar els nuclis de l'interactoma hoste–patogen com a objectius prometedors per al disseny de fàrmacs antimicrobians.
Molts científics tenen l'objectiu d'entendre la variabilitat genètica i com contribueix a la interacció amb els patògens i la seva variabilitat dins de l'hoste. Un altre objectiu de la ciència és limitar els mètodes de transmissió de molts patògens per evitar la propagació ràpida dels hostes. A mesura que se sap més sobre la interacció hoste–patogen i la quantitat de variabilitat en els hostes, cal redefinir la definició de la interacció. Casadevall proposa que la patogenicitat s'ha de determinar en funció de la quantitat de dany causat a l'hoste, i classificar els patògens en diferents categories en funció del seu funcionament en l'hoste. Tanmateix, per tal de fer front al canvi de l'entorn patogen, cal revisar els mètodes de tractament per tractar els microbis resistents als fàrmacs.